# Даларик-1
Даларик-1 (англ. Dalarik-1) —  пещера эпохи нижнего палеолита. Была обнаружена в 2018 году во время работ армяно-японской экспедиции в восточной части Армавирского марза Армении. Располагается на высоте 930 м над уровнем моря.

## Описание
Даларик-1 представляет собой небольшую пещеру коридорного типа (7,6 м в длину, 3,8 м в ширину и 2,3 м в высоту) площадью около 19 м2 под скальным навесом, который образовался в результате механического выветривания лавового потока. Отверстие смотрит на юго-восток. В настоящее время внутри пещеры сухо, но в самом конце ее входа имеются следы небольшого источника, который, вероятно, был активен в позднем плейстоцене или раннем голоцене.
Место было обнаружено совместной армяно-японской экспедицией в 2017 году (Институт археологии и этнографии Национальной академии наук Республики Армения и Университет Токай). В течение сезона 2017 года внутри пещеры были раскопаны две контрольные траншеи (траншеи 1 и 2). Перед раскопками на поверхности места была установлена сетка 1 x 1 м. Траншея 1 включает квадраты E3-G3 (рисунки 4 и 5). После удаления эоловых отложений эта траншея была раскопана на глубину 10-25 см, обнажив базальтовую коренную породу. В пределах квадратов F3 и G3 был обнаружен средневековый очаг, построенный из базальтовых плит
Остатки золы и угля, смешанные с эоловыми отложениями, зоогенным гумусом и пещерной землей, были зафиксированы вокруг и внутри объекта. В целом, из обоих квадратов было найдено девять артефактов: два средневековых керамических фрагмента и семь обсидиановых кусков. Траншея 2 была раскопана непосредственно у входа в пещеру в пределах квадрата I4. Коренная порода, представленная базальтовыми блоками и обломками, была достигнута на глубине 35-40 см, и она подстилает уровень 2 (пещерная земля, состоящая из желтовато-коричневого ила и глины) и уровень 1 наверху (представленный зоогенным гумусом, смешанным с эоловыми отложениями). Уровень 2 также содержал золу, остатки угля и десять обсидиановых артефактов.
19 находок обсидиана, которые в основном представлены отколотыми конкрециями, обломками и кусками, также содержат четыре диагностических предмета: обсидиановое лезвие, отщеп для повторной заточки, резец и кареноидный скребок. Эти находки можно отнести к верхнему палеолиту или, по крайней мере, к раннему голоцену, что может представлять вторую фазу заселения места. Тестовые раскопки на объекте были продолжены в 2018 году на террасе перед небольшим скальным навесом между двумя сохранившимися частями ограды (траншея 3) на площади 4 м2.
Впоследствии, совместной армяно-израильской экспедицией был обнаружен памятник — поздний Homo erectus.